# Kéköldi
El Territorio Indígena de Kéköldi es una de las comunidades indígenas costarricenses y una de las cuatro del pueblo bribri. Se creó en 1977 y tiene unos 210 habitantes. Se ubica en el cantón de Talamanca, provincia de Limón. Se localiza en el corredor biológico Talamanca-Caribe que abarca unas 36.000  hectáreas. Es dirigido por la Asociación Kéköldi Wak ka Köneke (Cuidadores de la Tierra de Keköldi) y está abierta al turismo. La mayoría de la población habla bribri y español a la vez. La reserva tiene un área de investigación científica y observación de aves para los turistas.